# العلاقات الباهاماسية الليتوانية
العلاقات الباهاماسية الليتوانية هي العلاقات الثنائية التي تجمع بين باهاماس وليتوانيا.

## مقارنة بين البلدين
هذه مقارنة عامة ومرجعية للدولتين:
| وجه المقارنة                                              | باهاماس      | ليتوانيا                                                    |
| --------------------------------------------------------- | ------------ | ----------------------------------------------------------- |
| المساحة (كم2)                                             | 13.88 ألف    | 65.30 ألف                                                   |
| عدد السكان (نسمة)                                         | 395.36 ألف   | 2.79 مليون                                                  |
| الكثافة السكانية (ن./كم²)                                 | 28.48        | 42.73                                                       |
| العاصمة                                                   | ناساو        | فيلنيوس، كاوناس                                             |
| اللغة الرسمية                                             | لغة إنجليزية | اللغة الليتوانية                                            |
| العملة                                                    | دولار بهامي  | ليتاس ليتواني، يورو                                         |
| الناتج المحلي الإجمالي (بليون دولار)                      | 12.16 مليار  | 47.17 مليار                                                 |
| الناتج المحلي الإجمالي (تعادل القوة الشرائية) بليون دولار | 8.92 مليار   | 84.06 مليار                                                 |
| الناتج المحلي الإجمالي الاسمي للفرد دولار أمريكي          | 22.82 ألف    | 14.15 ألف                                                   |
| الناتج المحلي الإجمالي للفرد دولار أمريكي                 |              | 27.69 ألف                                                   |
| مؤشر التنمية البشرية                                      | 0.790        | 0.839                                                       |
| رمز المكالمات الدولي                                      | +1242        | +370                                                        |
| رمز الإنترنت                                              | .bs          | .lt                                                         |
| المنطقة الزمنية                                           | 00           | ت ع م+02:00، ت ع م+03:00، أوروبا/فيلنيوس ‏، توقيت شرق أوروبا |

## منظمات دولية مشتركة
يشترك البلدان في عضوية مجموعة من المنظمات الدولية، منها:
| علم المنظمة | اسم المنظمة                               | تاريخ انضمام باهاماس | تاريخ انضمام ليتوانيا |
| ----------- | ----------------------------------------- | -------------------- | --------------------- |
|             | مؤسسة التنمية الدولية                     | 23 يونيو 2008        | 23 سبتمبر 2011        |
|             | يونسكو                                    | 23 أبريل 1981        | 7 أكتوبر 1991         |
|             | وكالة ضمان الاستثمار متعدد الأطراف        | 4 أكتوبر 1994        | 8 يونيو 1993          |
|             | الأمم المتحدة                             | 18 سبتمبر 1973       | 17 سبتمبر 1991        |
|             | الاتحاد البريدي العالمي                   | ?                    | ?                     |
|             | البنك الدولي للإنشاء والتعمير             | 21 أغسطس 1973        | 6 يوليو 1992          |
|             | الاتحاد الدولي للاتصالات                  | 19 أغسطس 1974        | 1 يوليو 1923          |
|             | منظمة حظر الأسلحة الكيميائية              | ?                    | ?                     |
|             | مؤسسة التمويل الدولية                     | 8 ديسمبر 1986        | 15 يناير 1993         |
|             | المركز الدولي لتسوية المنازعات الاستشارية | 18 نوفمبر 1995       | 5 أغسطس 1992          |
|             | منظمة الشرطة الجنائية الدولية             | ?                    | ?                     |

## وصلات خارجية
- موقع وزارة الخارجية الليتوانية